# Tupaia menuda
La tupaia menuda (Tupaia minor) és una espècie de tupaia de la família dels tupàids. Viu a altituds d'entre 0 i 1.700 msnm a Brunei, Indonèsia, Malàisia i Tailàndia. El seu hàbitat natural són els boscos, tant primaris com secundaris. És una espècie en risc mínim, és a dir, no sembla que hi hagi cap amenaça significativa per a la seva supervivència. El seu nom específic, minor, significa ‘menor’ en llatí.